# Mucroberotha copelandi
Mucroberotha copelandi är en insektsart som beskrevs av U. Aspöck och H. Aspöck 1997. Mucroberotha copelandi ingår i släktet Mucroberotha och familjen Berothidae. Inga underarter finns listade i Catalogue of Life.